# Conistra impleta
Conistra impleta är en fjärilsart som beskrevs av Arnold Spuler 1907. Conistra impleta ingår i släktet Conistra och familjen nattflyn. Inga underarter finns listade i Catalogue of Life.